# Góry Akademika Obruczewa
Góry Akademika Obruczewa (ros.: хребет Академика Обручева, chriebiet Akadiemika Obruczewa) – pasmo górskie we wschodniej Tuwie, w Rosji, rozciągające się na długości ok. 250 km. Najwyższy szczyt osiąga 2895 m n.p.m. Pasmo zbudowane głównie z granitów, łupków krystalicznych i piaskowców. Zbocza porośnięte tajgą. W wyższych partiach występują rumowiska skalne i tundra górska. Góry nazwane na cześć Władimira Obruczewa.